# Johann Kaspar Fäsi (General)

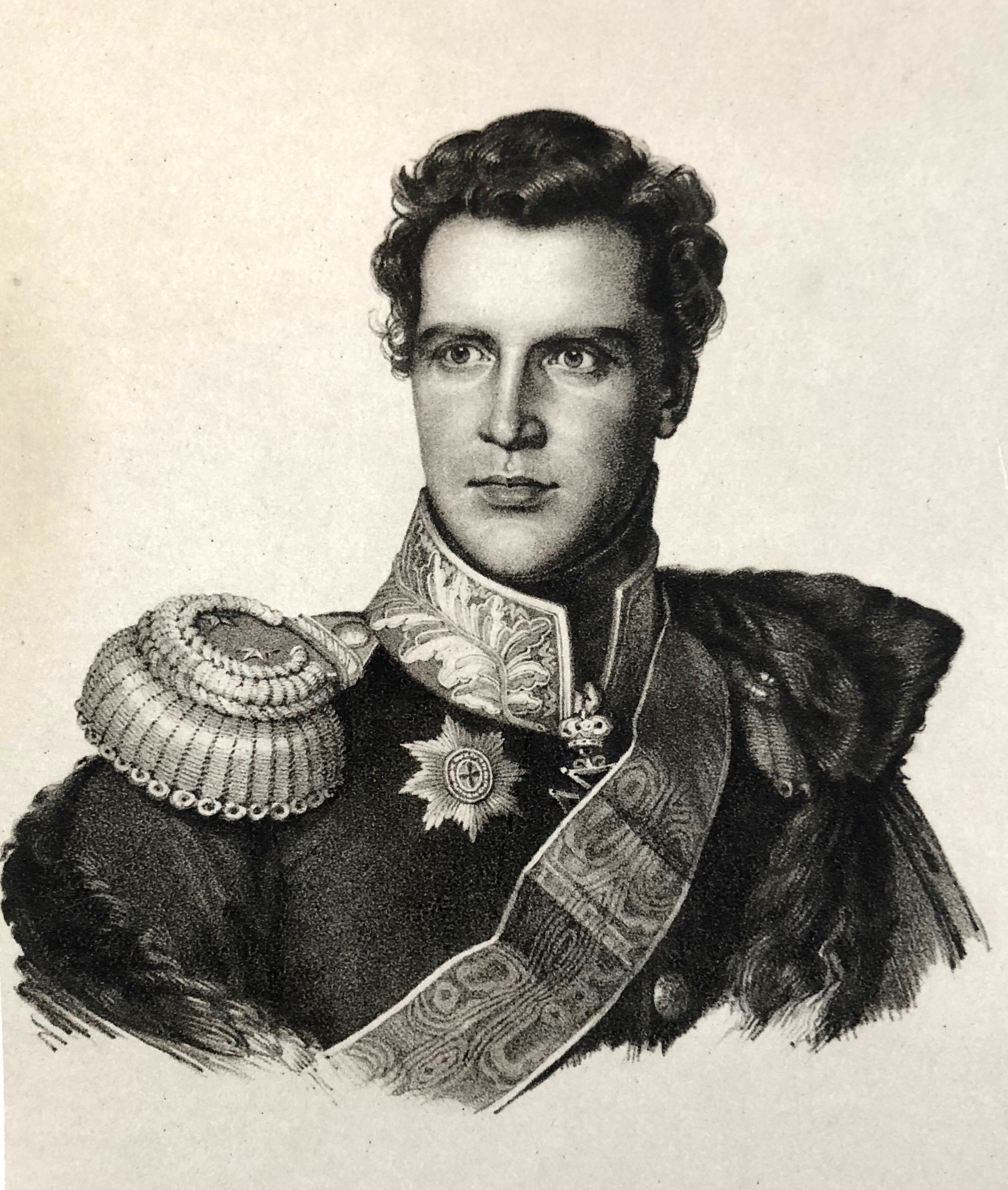
Johann Kaspar Faesi

Johann Kaspar Fäsi (* 28. Januar 1795 in Zürich; † 3. August 1848 in Brest-Litowsk), auch Johann Kaspar Faesi, Karl Karlovič Fezi (oder Feze; russisch Карл Карлович Фези, russisch Фезе) und Karp Karpovič Fezi (Feze), war ein schweizerischer Generalleutnant in russischen Diensten.
Fäsi war Sohn eines Geschichts- und Geografielehrers sowie Sekretärs am Obergericht in Zürich.
1816 trat Fäsi in die russische Armee ein, beteiligte sich unter anderem 1830/31 an der Niederschlagung des polnischen Aufstandes, und diente nach seiner Versetzung 1836 sieben Jahre lang im Kaukasus, unter anderem 1842 als Oberkommandierender in Dagestan.
Fäsis Feldzüge werden in einem Lied besungen: «Wehe uns/Fäsi mit dem Heer/Strebt zu uns/Wo denn, und Wie/Brüder, sollen wir uns verstecken!»